# Briñas
Briñas és un municipi de la Rioja, a la regió de la Rioja Alta. Se situa al nord-oest de la província entre la serra del Toloño i el marge esquerre del riu Ebre. Depèn del partit judicial d'Haro.

## Història
En 1047 la vila és cedida al monestir de Leyre per Sanç Fortúnez, després d'haver-la rebut aquest de Garcia de Navarra després de lluitar a Tafalla contra el rei Ramir I d'Aragó. El 3 de juliol de 1072 apareix nomenada la vila quan els reis navarresos Sanç de Peñalén i la seva esposa Placencia, atorguen la vila de Tondón al monestir de Leire.
Briñas va dependre d'Haro fins al segle xvii, anys en els quals va créixer en població i es va constituir com nucli independent. Es va inscriure com Haro en el senyoriu dels ducs de Fredes fins a la supressió dels senyorius en 1811. Va formar part de la província de Burgos fins a la creació de la de la província de Logronyo per Reial decret de 30 de novembre de 1833. Al març de 1834, en el pont sobre l'Ebre denominat pont de Briñas, va haver enfrontaments entre carlins i liberals, on encara avui es conserva un monument en record a les víctimes.